# San Severino Marche
San Severino Marche je italská obec v provincii Macerata v oblasti Marche.
V roce 2013 zde žilo 12 953 obyvatel.

## Sousední obce
Apiro, Castelraimondo, Cingoli, Gagliole, Matelica, Pollenza, Serrapetrona, Tolentino, Treia

## Vývoj počtu obyvatel
Zdroj: 